# Маяк Виктория-Бич
Маяк Виктория-Бич (англ. Schafner Point Lighthouse) — маяк, расположенный в посёлке Виктория-Бич, графство Аннаполис, провинция Новая Шотландия, Канада. Построен в 1901 году.

## История
Виктория-Бич — небольшой посёлок, расположенный на северной стороне узкого пролива Дигби-Гат, отделяющего закрытый залив Аннаполис-Бейсин, служащий естественной гаванью для города Дигби и других прибрежных поселений, от Атлантического океана. На месте посёлка была точка, к которую доставляли из города Галифакс доставляли почту, а далее её доставляли кораблями. В 1804 году на входе в опасный пролив Дигби-Гат был построен маяк Пойнт-Прим. В 1901 году дополнительно к нему построили маяк Виктория-Бич на другой стороне пролива, ближе к его середине. Маяк был введён в эксплуатацию 8 июля 1901 года. Он представлял собой квадратную белую деревянную башню высотой 8,5 метров, расположенную в 16 метрах над уровнем моря. Его свет виден с расстояния 12 миль. Стоимость строительства составила $497. В таком де виде маяк сохранился и до настоящего времени.
В 2008 году маяк попал под действие Закона о защите маяков, представляющих культурное наследие.